# Al-Hussein SC Irbid
L'Al-Hussein SC Irbid (àrab: نادي الحسين الرياضي, Nādī al-Ḥussayn ar-Riyāḍī, ‘Club Esportiu al-Hussayn') és un club jordà de futbol de la ciutat d'Irbid. Va ser fundat l'any 1964.

## Palmarès
- Lliga jordana de futbol:[6]

2023-24
- Escut jordà de futbol:[7]

1994, 2003, 2005
- Supercopa jordana de futbol:[7]

2003